# Crisila
Crisila (Chrysilla), na história de Atenas, foi uma sogra e esposa de Cálias III; ela é mencionada em um discurso do orador Andócides de Atenas.
O discurso começa com a história de Epíciclo, filho de Teisander, e tio materno de Andócides. Ele morreu na Sicília, sem filhos homens e duas filhas, que passaram para Andócides e Leagro. A filha sob a guarda de Andócides morreu, mas a filha sob a guarda de Leagro foi reivindicada por Cálias III, para que ela se casasse com seu filho.
Cálias havia se casado com uma filha de Ischomachus, mas, antes mesmo de completar um ano de casado, ele se tornou amante da mãe de sua esposa, e manteve as duas em sua casa. A esposa de Cálias tentou se matar, foi impedida, e fugiu de casa; em seguida, Cálias se cansou da sogra, e a expulsou, mas ela estava grávida, e, quando o filho nasceu, Cálias negou que fosse seu. Quando os parentes da mulher levaram a criança ao altar, e disseram que ele era filho de Cálias, este negou, dizendo que seu único filho era Hipônico, cuja mãe era filha de Glaucon, e jurou que, se isto não fosse verdade, que sua casa fosse destruída.
Algum tempo depois, Cálias voltou a se apaixonar pela ex-sogra, Crisila, a trouxe para casa, e reconheceu o filho como seu.
Andócides comentou que Cálias havia se casado com uma mulher, com a mãe desta e, depois, quis casar com a neta dela; o filho de Cálias seria relacionado com três mulheres com quem seu pai viveu, com sua mãe, sua irmã e sua sobrinha.